# Кадуй (посёлок железнодорожной станции)
Кадуй — посёлок железнодорожной станции в Нижнеудинском районе Иркутской области.

## География
Посёлок находится в 14 км от Атагая, при остановочном пункте Кадуй (бывшая железнодорожная станция) Восточно-Сибирской железной дороги (Транссибирская магистраль.

## Население
По данным Всероссийской переписи населения 2010 года население НП составило 33 человек

## Власть
Посёлок в административном плане относится к Худоеланскому муниципальному образованию Нижнеудинского района
Иркутской области